# Sprössling

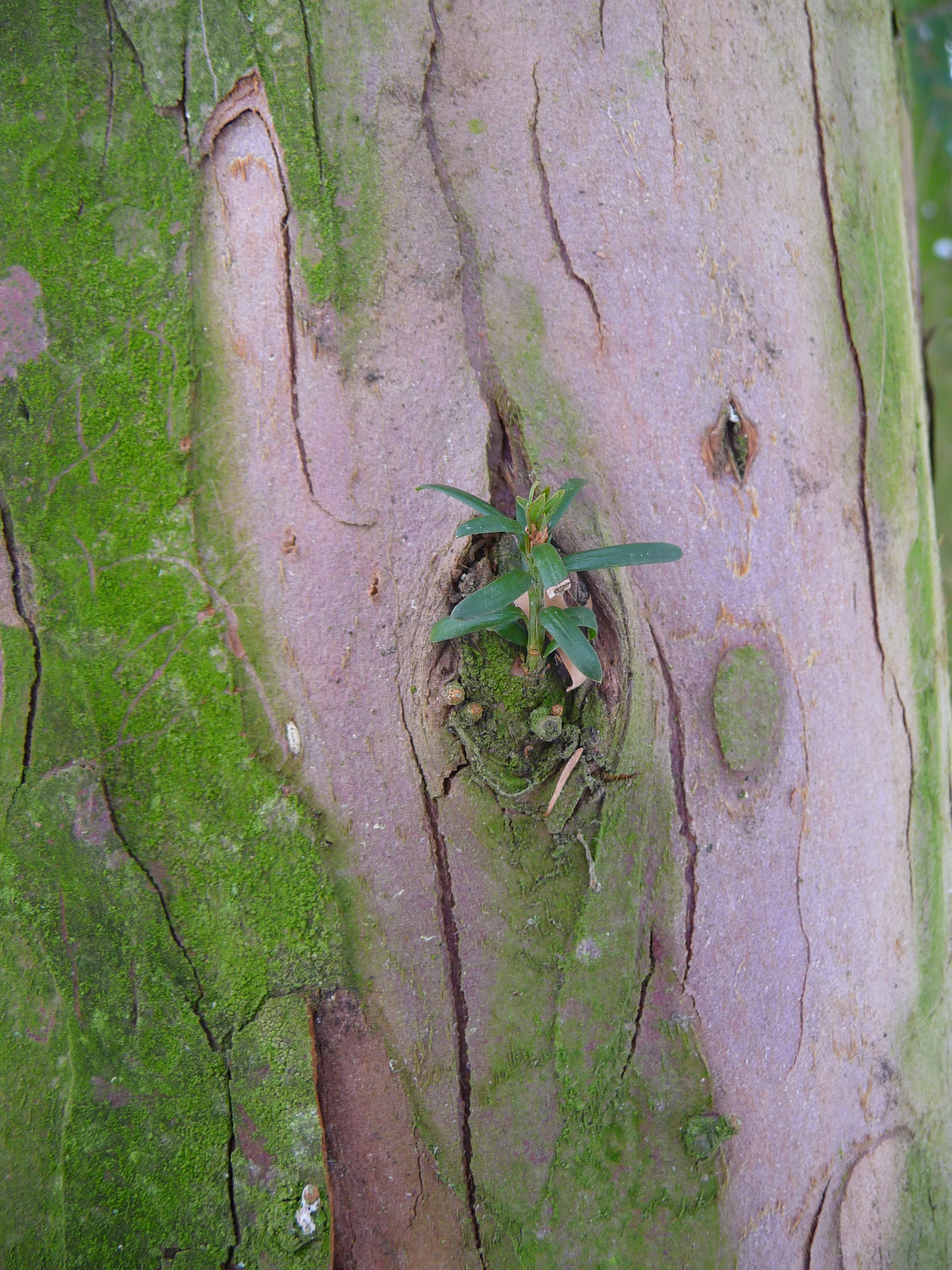
Stamm und Sprössling einer Eibe

Sprössling ist eine in der Pflanzenkunde veraltete Bezeichnung für ein junges Gewächs, einen Keim oder einen Zweig, besonders einen jungen Zweig oder Spross von Bäumen.
Im übertragenen Sinn ist Sprössling ein Synonym für „Kind“ oder „Nachkomme“. Die Bezeichnung  wurde geschichtlich vor allem für Angehörige fürstlicher und adeliger Familien verwendet, meist für Söhne, ähnlich wie „Stammhalter“, wobei die Familie oder das Geschlecht dem Bild entsprechend als „Stamm“ betrachtet wurde. Veraltet ist heute in der Jägersprache Sprössling als Synonym für Spießer (junge männliche Hirsche, deren Geweihe noch keine Verästelungen aufweisen).
Es handelt sich um eine bereits im 15. Jahrhundert in ihrer ursprünglichen und übertragenen Bedeutung belegte Ableitung von „Sprosse“ oder „Spross“.
Die Bezeichnung wird heute umgangssprachlich oder scherzhaft für Kinder, einschließlich erwachsener Kinder, gebraucht. Seltener ist der Gebrauch im weiter übertragenen Sinn, beispielsweise für eine Tochtergesellschaft im Verhältnis zu ihrem Mutterunternehmen, oder für ein neues Produkt eines schon länger tätigen Unternehmens.